# Pasteosia
Pasteosia is een geslacht van vlinders van de familie spinneruilen (Erebidae), uit de onderfamilie Arctiinae.

## Soorten
- P. irrorata Hampson, 1900
- P. orientalis Hampson, 1909
- P. plumbea Hampson, 1900